# Hibiscus hoshiarpurensis
Hibiscus hoshiarpurensis är en malvaväxtart som beskrevs av T.K. Paul och M.P. Nayar. Hibiscus hoshiarpurensis ingår i Hibiskussläktet som ingår i familjen malvaväxter. Inga underarter finns listade i Catalogue of Life.